# Maison du prieur de l'Abbaye de Saint-Martin
La Maison du prieur de l'abbaye Saint-Martin de Nevers est un ancien édifice religieux, situé à Nevers, en France.

## Localisation
La maison est située au 5, rue Saint-Martin à Nevers.

## Historique
Ce logis du XVe siècle fut utilisé jusqu'en 1745 par le chanoine de l'Abbaye Saint-Martin qui occupait les fonctions de curé de la paroisse Saint-Blaise. Aujourd'hui l'édifice est utilisé comme magasin commercial.
Séparée de l'abbaye Saint-Martin mais très proche de celle-ci néanmoins, cette maison était occupée par le chanoine de Saint-Martin qui avait en charge la paroisse de Saint-Blaize installée dans l'église abbatiale. Ainsi que le souligne un document écrit en 1620, cette "maison de la cure" était nécessaire "à cause des obligations" liées à la charge de curé (comme sont les baptêmes, visites des malades et administration des autres sacrements, tels que l'eucharistie, extrême-onction, etc)". (source : "Cheminement piéton de la Ville de Nevers").
La totalité de la maison est inscrite aux monuments historiques depuis le 28 septembre 1926.

## Description
Percée de fenêtres gothiques à meneaux en croix et ornée de frises finement sculptées datée du XVe siècle. Au rez-de-chaussée deux corbeaux représentent des personnages en costume d'époque. Dans la tourelle de l'escalier  de jolies sculptures.
Sculptures sur les façades de la cour intérieure.